# Mike Nesmith
Robert Michael Nesmith (født 30. december 1942, død 	10. december 2021) var en amerikansk musiker, skuespiller, producer, romanforfatter, erhvervsmand og filantrop, der var bedst kendt som medlem af pop-/rockbandet the Monkees og medvirkende i tv-serien af samme navn (1966–1968). Nesmith skrev bl.a. "Different Drum" (sunget af Linda Ronstadt med Stone Poneys).
Efter at have forladt The Monkees fortsatte Nesmith en succesfuld karriere som både sangskriver og musiker, først med country rock-gruppen First National Band, med hvem han havde hittet "Joanne", som kom i top 40 i USA, og han fortsatte herefter som solokunstner.
Han spillede en tolvstrenget guitar, og optrådte med en specialfremstillet elektrisk udgave fremstillet af Gretsch under optrædener med The Monkees og forskellige akustiske versioner uden for The Monkees.
Han var executive producer på kultfilmen Repo Man (1984). I 1981 vandt Nesmith en Grammy Award for Video of the Year for sit timelange program Elephant Parts.

## Karriere
Mike Nesmith voksede op alene med sin mor, der var enke efter en stabssergent. Nesmith begyndte at spille guitar for at genoptræne sine fingre efter en ulykke, hvor noget fyrværkeri var eksploderet mellem hænderne på ham. I begyndelsen af 1960'erne turnerede han sammen med bassisten John London, og han indspillede et par singler under navnet Michael Blessing.
Mike Nesmith blev én af de fire unge mænd, der blev udvalgt til at spille en popgruppe i tv-serien The Monkees. Nesmith skulle her agere gruppens fornuftige og modne medlem, hvilket ikke faldt ham svært, da han som den eneste af de fire allerede var gift og havde børn. Han blev derfor kaldt Papa Nez, med tiden blot "Nez".
The Monkees fik oprindeligt ikke lov til at spille på de album, der blev indspillet i forbindelse med tv-serien, hvilket mishagede musikeren Nesmith så meget, at han slog en knytnæve gennem pladeproduceren Don Kirschers hotelvæg for at understrege sit synspunkt. The Monkees fik herefter fuld kreativ kontrol over deres pladeindspilninger, hvilket Nesmith udnyttede til fulde. Han skrev og producerede en stor del af gruppens musik og havde en forkærlighed for country rock.
Mike Nesmith forlod the Monkees i 1970, året efter bassisten Peter Tork. Han indspillede herefter en række albummer, både solo og med grupperne The First National Band og The Second National Band. I 1980 arvede han en tocifret millionformue i dollars efter sin mor, Bette Nesmith, der havde opfundet slettelakken. Nesmith begyndte at lave videoprojekter, både musikvideoer og underholdningsshowet Elephant Parts. Han fik herefter sin egen humoristiske tv-serie Michael Nesmith In Television Parts på tv-stationen NBC, og det var også Nesmith, der introducerede Warner-koncernen for det koncept, der senere skulle blive til MTV. Nesmith begyndte at producere film, bl.a. Repo Man fra 1984 og Tapeheads fra 1988, og i 1998 debuterede han som forfatter med romanen The Long Sandy Hair of Neftoon Zamora.
I 1992 genoptog Mike Nesmith sin musikalske karriere med albummet ...tropical campfire's... Trods en med årene udviklet sceneskræk deltog han med Davy Jones, Micky Dolenz og Peter Tork i 1996-genforeningen af popgruppen the Monkees, hvor han også skrev og instruerede et nyt afsnit af tv-serien The Monkees. Han har i dag sit egen produktions- og salgsvirksomhed Videoranch.
Michael Nesmith var gift tre gange. Han har børnene Christian Du Val, født 1964, Jonathan Darby, født 1969, og Jessica Buffler, født 1970, med sin første hustru Phyllis Barbour, som han giftede sig med i 1963. Ved siden af ægteskabet fik han i 1960'erne også sønnen Jason Nesmith, som i dag er rockguitarist. Nesmith boede med sin seneste hustru Victoria Kennedy i Nambe, New Mexico.

### Lydbøger
- The Long Sandy Hair of Neftoon Zamora (2004) (with Nesmith reading the story)
- Infinite Tuesday: An Autobiographical Riff (2017) (narrated by Nesmith)